# فمیننم
فمیننم (به انگلیسی: Feminnem) گروه موسیقی بوسنیایی-کرواسی است.
آن ها در مسابقه آواز یوروویژن ۲۰۰۵ نماینده بوسنی و هرزگوین بودند و در مسابقه آواز یوروویژن ۲۰۱۰ نماینده کرواسی بودند.